# 樂園 (歌曲)
《樂園》（英語：Wonderland）是美国創作歌手泰勒絲的一首歌曲，收錄於她的第5張錄音室專輯《1989》豪华版。这首歌曲于2015年2月17日作为第3支宣传单曲发行。

## 词曲
路易斯·卡羅创作的《爱丽丝梦游仙境》是泰勒絲在創作《樂園》時的主要灵感来源。歌曲以第一段副歌中的一段「低音贝斯」知名。
泰勒絲在这首歌曲中发掘出了创作一支白日梦般歌曲的潜力。歌曲可追溯到她小时候让周围所有人都相信童话故事是真的的事情。她让其他人相信被称为「仙境」的地方是存在的，而且「我们可以假装那里会永远存在。」并发现这个地方的「生活永远是这样的波澜不惊」。

## 商业成绩
《樂園》的数字销量让歌曲在《告示牌》百强单曲榜空降第51名。

## 榜单成绩
| 排行榜（2015年）                     | 最高 排位 |
| ------------------------------------ | --------- |
| 澳大利亚（澳大利亚唱片业协会單曲榜） | 84        |
| 加拿大（Canadian Hot 100）           | 59        |
| 英國（官方榜单公司單曲榜）           | 171       |
| 美国（《告示牌》百大單曲榜）         | 51        |

## 发行历史
| 国家 | 日期          | 形式     | 唱片公司 |
| ---- | ------------- | -------- | -------- |
| 美国 | 2015年2月17日 | 数字下载 | 大机器   |

## 製作名单
名单来自《1989》专辑内页。

| - 泰勒絲 —主要聲樂、和聲、词曲作家 - 馬克斯·馬丁 —制作人、录制、词曲作家、键盘乐器 - 歇尔贝克 —制作人、詞曲作家、吉他、贝斯、程式 - 山姆·霍兰 —录制 | - 科里·比奇 ——助理录制 - 谢尔班·盖内亚 ——混音 - 约翰·哈奈斯 ——混音工程 - 汤姆·柯尼 ——母带 |  |